# Австроазійські мови
Австроазі́йські мо́ви (лат. auster — південь і Азія) — мовна сім'я, що об'єднує понад 150 мов, поширених у континентальній частині Південно-Східної Азії та на північному сході і в центрі Індії. Більшість із них використовується невеличкими етнічними групами, розсіяними у віддалених гірських районах. Іноді вони налічують лише декілька десятків носіїв. Разом із тим, у складі австроазійської сім'ї є й мови, якими говорять по декілька мільйонів людей. Це в'єтнамська, що має 68 млн носіїв, кхмерська з 15,3 млн носіїв і сантальська з 6,2 млн носіїв мови. В'єтнамська і кхмерська мови мають розвинену літературу та державний статус відповідно у В'єтнамі та Камбоджі. Санталі є однією з 22 офіційних (зареєстрованих, англ. Scheduled languages) мов Індії.
Історично склалося так, що райони поширення австроазійських мов розділені або перекриваються ареалами інших, неспоріднених мовних сімей (індоарійської, дравідійської, сино-тибетської, тай-кадайської, австронезійської), утворюючи велику зону етнолінгвістичних контактів і мовного різноманіття.
Традиційно австроазійські мови поділяють на 2 гілки: мови мунда (в Індостані) і мон-кхмерські мови (в Індокитаї), які сильно розрізняються за своєю структурою. Спорідненість цих мов і правомірність їх об'єднання в одну сім'ю остаточно не доведені.
Збір описових матеріалів австроазійських мов розпочався ще у XVIII ст., але справжнє їх вивчення — вже в XIX ст. Термін «австроазійські мови» вперше був запропонований в 1905 р. німецьким етнографом Вільгельмом Шмідтом (нім. Wilhelm Schmidt), який обґрунтував гіпотезу про існування австроазійських мов і об'єднав їх в окрему сім'ю. Ганс-Юрген Піннов (нім. Heinz-Jürgen Pinnow) в середині XX ст. значно розширив кількість етимологічних одиниць цієї сім'ї.

## Класифікація
Назважаючи на понад 100 років досліджень австроазійських мов, фахівці й досі не дійшли згоди стосовно їх внутрішньої генетичної класифікації. Зважаючи на це, австралійський фахівець з мов Південно-Східної Азії Пол Сідвел (англ. Paul Sidwell) обмежується лише переліком основних підрозділів австроазійської сім'ї:
| Підрозділ                             | Основний регіон поширення             |
| ------------------------------------- | ------------------------------------- |
| Аслійські мови (англ. Aslian)         | Малайський півострів                  |
| Банарські мови (англ. Bahnaric)       | центральна частина Індокитаю          |
| Катуйські мови (англ. Katuic)         | центральна частина Індокитаю          |
| Кхасійські мови (англ. Khasian)       | штат Меґхалая в Індії                 |
| Кхмерські мови (англ. Khmer)          | Камбоджа і сусідні райони             |
| Кхмуйські мови (англ. Khmuic)         | північний Лаос                        |
| Паканські мови (англ. Mangic/Pakanic) | південний Китай і В'єтнам             |
| Монські мови (англ. Monic)            | південна М'янма і центральний Таїланд |
| Мунда мови (англ. Munda)              | східна і центральна Індія             |
| Нікобарські мови (англ. Nicobaric)    | Нікобарські острови, Індія            |
| Палаунзькі мови (англ. Palaungic)     | штат Шан у М'янмі                     |
| Пеарські мови (англ. Pearic)          | Камбоджа і Таїланд                    |
| В'єтські мови (англ. Vietic)          | В'єтнам і центральний Лаос            |

Найбільш повною з опублікованих є класифікація австроазійських мов американського лінгвіста Жерара Дифлота (Gérard Diffloth, 2005):

|  | \| \| корку \| \| \| \| \| \| кхерварські мови \| \| \| \| |
|  |                                                            |
|  | кхарія-джуанг                                              |
|  |                                                            |
|  | корку                                                      |
|  |                                                            |
|  | кхерварські мови                                           |
|  |                                                            |

|  | корку            |
|  |                  |
|  | кхерварські мови |
|  |                  |

|  | \| \| корку \| \| \| \| \| \| кхерварські мови \| \| \| \| |
|  |                                                            |
|  | кхарія-джуанг                                              |
|  |                                                            |
|  | корку                                                      |
|  |                                                            |
|  | кхерварські мови                                           |
|  |                                                            |

|  | корку            |
|  |                  |
|  | кхерварські мови |
|  |                  |

|  | паканські мови                                                                     |
|  |                                                                                    |
|  | \| \| східно-палаунзькі мови \| \| \| \| \| \| західно-палаунзькі мови \| \| \| \| |
|  |                                                                                    |
|  | східно-палаунзькі мови                                                             |
|  |                                                                                    |
|  | західно-палаунзькі мови                                                            |
|  |                                                                                    |

|  | східно-палаунзькі мови  |
|  |                         |
|  | західно-палаунзькі мови |
|  |                         |

|  | паканські мови                                                                     |
|  |                                                                                    |
|  | \| \| східно-палаунзькі мови \| \| \| \| \| \| західно-палаунзькі мови \| \| \| \| |
|  |                                                                                    |
|  | східно-палаунзькі мови                                                             |
|  |                                                                                    |
|  | західно-палаунзькі мови                                                            |
|  |                                                                                    |

|  | східно-палаунзькі мови  |
|  |                         |
|  | західно-палаунзькі мови |
|  |                         |

|  | паканські мови                                                                     |
|  |                                                                                    |
|  | \| \| східно-палаунзькі мови \| \| \| \| \| \| західно-палаунзькі мови \| \| \| \| |
|  |                                                                                    |
|  | східно-палаунзькі мови                                                             |
|  |                                                                                    |
|  | західно-палаунзькі мови                                                            |
|  |                                                                                    |

|  | східно-палаунзькі мови  |
|  |                         |
|  | західно-палаунзькі мови |
|  |                         |

|  | паканські мови                                                                     |
|  |                                                                                    |
|  | \| \| східно-палаунзькі мови \| \| \| \| \| \| західно-палаунзькі мови \| \| \| \| |
|  |                                                                                    |
|  | східно-палаунзькі мови                                                             |
|  |                                                                                    |
|  | західно-палаунзькі мови                                                            |
|  |                                                                                    |

|  | східно-палаунзькі мови  |
|  |                         |
|  | західно-палаунзькі мови |
|  |                         |

|  | в'єтські мови                                                                    |
|  |                                                                                  |
|  | \| \| східно-катуйські мови \| \| \| \| \| \| західно-катуйські мови \| \| \| \| |
|  |                                                                                  |
|  | східно-катуйські мови                                                            |
|  |                                                                                  |
|  | західно-катуйські мови                                                           |
|  |                                                                                  |

|  | східно-катуйські мови  |
|  |                        |
|  | західно-катуйські мови |
|  |                        |

|  | західно-банарські мови          |
|  |                                 |
|  | північно-західні банарські мови |
|  |                                 |

|  | північно-банарські мови                                                               |
|  |                                                                                       |
|  | \| \| центрально-банарські мови \| \| \| \| \| \| південно-банарські мови \| \| \| \| |
|  |                                                                                       |
|  | центрально-банарські мови                                                             |
|  |                                                                                       |
|  | південно-банарські мови                                                               |
|  |                                                                                       |

|  | центрально-банарські мови |
|  |                           |
|  | південно-банарські мови   |
|  |                           |

|  | західно-банарські мови          |
|  |                                 |
|  | північно-західні банарські мови |
|  |                                 |

|  | північно-банарські мови                                                               |
|  |                                                                                       |
|  | \| \| центрально-банарські мови \| \| \| \| \| \| південно-банарські мови \| \| \| \| |
|  |                                                                                       |
|  | центрально-банарські мови                                                             |
|  |                                                                                       |
|  | південно-банарські мови                                                               |
|  |                                                                                       |

|  | центрально-банарські мови |
|  |                           |
|  | південно-банарські мови   |
|  |                           |

|  | західно-банарські мови          |
|  |                                 |
|  | північно-західні банарські мови |
|  |                                 |

|  | північно-банарські мови                                                               |
|  |                                                                                       |
|  | \| \| центрально-банарські мови \| \| \| \| \| \| південно-банарські мови \| \| \| \| |
|  |                                                                                       |
|  | центрально-банарські мови                                                             |
|  |                                                                                       |
|  | південно-банарські мови                                                               |
|  |                                                                                       |

|  | центрально-банарські мови |
|  |                           |
|  | південно-банарські мови   |
|  |                           |

|  | західно-банарські мови          |
|  |                                 |
|  | північно-західні банарські мови |
|  |                                 |

|  | північно-банарські мови                                                               |
|  |                                                                                       |
|  | \| \| центрально-банарські мови \| \| \| \| \| \| південно-банарські мови \| \| \| \| |
|  |                                                                                       |
|  | центрально-банарські мови                                                             |
|  |                                                                                       |
|  | південно-банарські мови                                                               |
|  |                                                                                       |

|  | центрально-банарські мови |
|  |                           |
|  | південно-банарські мови   |
|  |                           |

|  | в'єтські мови                                                                    |
|  |                                                                                  |
|  | \| \| східно-катуйські мови \| \| \| \| \| \| західно-катуйські мови \| \| \| \| |
|  |                                                                                  |
|  | східно-катуйські мови                                                            |
|  |                                                                                  |
|  | західно-катуйські мови                                                           |
|  |                                                                                  |

|  | східно-катуйські мови  |
|  |                        |
|  | західно-катуйські мови |
|  |                        |

|  | західно-банарські мови          |
|  |                                 |
|  | північно-західні банарські мови |
|  |                                 |

|  | північно-банарські мови                                                               |
|  |                                                                                       |
|  | \| \| центрально-банарські мови \| \| \| \| \| \| південно-банарські мови \| \| \| \| |
|  |                                                                                       |
|  | центрально-банарські мови                                                             |
|  |                                                                                       |
|  | південно-банарські мови                                                               |
|  |                                                                                       |

|  | центрально-банарські мови |
|  |                           |
|  | південно-банарські мови   |
|  |                           |

|  | західно-банарські мови          |
|  |                                 |
|  | північно-західні банарські мови |
|  |                                 |

|  | північно-банарські мови                                                               |
|  |                                                                                       |
|  | \| \| центрально-банарські мови \| \| \| \| \| \| південно-банарські мови \| \| \| \| |
|  |                                                                                       |
|  | центрально-банарські мови                                                             |
|  |                                                                                       |
|  | південно-банарські мови                                                               |
|  |                                                                                       |

|  | центрально-банарські мови |
|  |                           |
|  | південно-банарські мови   |
|  |                           |

|  | західно-банарські мови          |
|  |                                 |
|  | північно-західні банарські мови |
|  |                                 |

|  | північно-банарські мови                                                               |
|  |                                                                                       |
|  | \| \| центрально-банарські мови \| \| \| \| \| \| південно-банарські мови \| \| \| \| |
|  |                                                                                       |
|  | центрально-банарські мови                                                             |
|  |                                                                                       |
|  | південно-банарські мови                                                               |
|  |                                                                                       |

|  | центрально-банарські мови |
|  |                           |
|  | південно-банарські мови   |
|  |                           |

|  | західно-банарські мови          |
|  |                                 |
|  | північно-західні банарські мови |
|  |                                 |

|  | північно-банарські мови                                                               |
|  |                                                                                       |
|  | \| \| центрально-банарські мови \| \| \| \| \| \| південно-банарські мови \| \| \| \| |
|  |                                                                                       |
|  | центрально-банарські мови                                                             |
|  |                                                                                       |
|  | південно-банарські мови                                                               |
|  |                                                                                       |

|  | центрально-банарські мови |
|  |                           |
|  | південно-банарські мови   |
|  |                           |

|  | \| \| північно-аслійські мови \| \| \| \| \| \| сенойські мови \| \| \| \| |
|  |                                                                            |
|  | південно-аслійські мови                                                    |
|  |                                                                            |
|  | північно-аслійські мови                                                    |
|  |                                                                            |
|  | сенойські мови                                                             |
|  |                                                                            |

|  | північно-аслійські мови |
|  |                         |
|  | сенойські мови          |
|  |                         |

|  | \| \| північно-аслійські мови \| \| \| \| \| \| сенойські мови \| \| \| \| |
|  |                                                                            |
|  | південно-аслійські мови                                                    |
|  |                                                                            |
|  | північно-аслійські мови                                                    |
|  |                                                                            |
|  | сенойські мови                                                             |
|  |                                                                            |

|  | північно-аслійські мови |
|  |                         |
|  | сенойські мови          |
|  |                         |

|  | \| \| північно-аслійські мови \| \| \| \| \| \| сенойські мови \| \| \| \| |
|  |                                                                            |
|  | південно-аслійські мови                                                    |
|  |                                                                            |
|  | північно-аслійські мови                                                    |
|  |                                                                            |
|  | сенойські мови                                                             |
|  |                                                                            |

|  | північно-аслійські мови |
|  |                         |
|  | сенойські мови          |
|  |                         |

|  | \| \| північно-аслійські мови \| \| \| \| \| \| сенойські мови \| \| \| \| |
|  |                                                                            |
|  | південно-аслійські мови                                                    |
|  |                                                                            |
|  | північно-аслійські мови                                                    |
|  |                                                                            |
|  | сенойські мови                                                             |
|  |                                                                            |

|  | північно-аслійські мови |
|  |                         |
|  | сенойські мови          |
|  |                         |

|  | в'єтські мови                                                                    |
|  |                                                                                  |
|  | \| \| східно-катуйські мови \| \| \| \| \| \| західно-катуйські мови \| \| \| \| |
|  |                                                                                  |
|  | східно-катуйські мови                                                            |
|  |                                                                                  |
|  | західно-катуйські мови                                                           |
|  |                                                                                  |

|  | східно-катуйські мови  |
|  |                        |
|  | західно-катуйські мови |
|  |                        |

|  | західно-банарські мови          |
|  |                                 |
|  | північно-західні банарські мови |
|  |                                 |

|  | північно-банарські мови                                                               |
|  |                                                                                       |
|  | \| \| центрально-банарські мови \| \| \| \| \| \| південно-банарські мови \| \| \| \| |
|  |                                                                                       |
|  | центрально-банарські мови                                                             |
|  |                                                                                       |
|  | південно-банарські мови                                                               |
|  |                                                                                       |

|  | центрально-банарські мови |
|  |                           |
|  | південно-банарські мови   |
|  |                           |

|  | західно-банарські мови          |
|  |                                 |
|  | північно-західні банарські мови |
|  |                                 |

|  | північно-банарські мови                                                               |
|  |                                                                                       |
|  | \| \| центрально-банарські мови \| \| \| \| \| \| південно-банарські мови \| \| \| \| |
|  |                                                                                       |
|  | центрально-банарські мови                                                             |
|  |                                                                                       |
|  | південно-банарські мови                                                               |
|  |                                                                                       |

|  | центрально-банарські мови |
|  |                           |
|  | південно-банарські мови   |
|  |                           |

|  | західно-банарські мови          |
|  |                                 |
|  | північно-західні банарські мови |
|  |                                 |

|  | північно-банарські мови                                                               |
|  |                                                                                       |
|  | \| \| центрально-банарські мови \| \| \| \| \| \| південно-банарські мови \| \| \| \| |
|  |                                                                                       |
|  | центрально-банарські мови                                                             |
|  |                                                                                       |
|  | південно-банарські мови                                                               |
|  |                                                                                       |

|  | центрально-банарські мови |
|  |                           |
|  | південно-банарські мови   |
|  |                           |

|  | західно-банарські мови          |
|  |                                 |
|  | північно-західні банарські мови |
|  |                                 |

|  | північно-банарські мови                                                               |
|  |                                                                                       |
|  | \| \| центрально-банарські мови \| \| \| \| \| \| південно-банарські мови \| \| \| \| |
|  |                                                                                       |
|  | центрально-банарські мови                                                             |
|  |                                                                                       |
|  | південно-банарські мови                                                               |
|  |                                                                                       |

|  | центрально-банарські мови |
|  |                           |
|  | південно-банарські мови   |
|  |                           |

|  | в'єтські мови                                                                    |
|  |                                                                                  |
|  | \| \| східно-катуйські мови \| \| \| \| \| \| західно-катуйські мови \| \| \| \| |
|  |                                                                                  |
|  | східно-катуйські мови                                                            |
|  |                                                                                  |
|  | західно-катуйські мови                                                           |
|  |                                                                                  |

|  | східно-катуйські мови  |
|  |                        |
|  | західно-катуйські мови |
|  |                        |

|  | західно-банарські мови          |
|  |                                 |
|  | північно-західні банарські мови |
|  |                                 |

|  | північно-банарські мови                                                               |
|  |                                                                                       |
|  | \| \| центрально-банарські мови \| \| \| \| \| \| південно-банарські мови \| \| \| \| |
|  |                                                                                       |
|  | центрально-банарські мови                                                             |
|  |                                                                                       |
|  | південно-банарські мови                                                               |
|  |                                                                                       |

|  | центрально-банарські мови |
|  |                           |
|  | південно-банарські мови   |
|  |                           |

|  | західно-банарські мови          |
|  |                                 |
|  | північно-західні банарські мови |
|  |                                 |

|  | північно-банарські мови                                                               |
|  |                                                                                       |
|  | \| \| центрально-банарські мови \| \| \| \| \| \| південно-банарські мови \| \| \| \| |
|  |                                                                                       |
|  | центрально-банарські мови                                                             |
|  |                                                                                       |
|  | південно-банарські мови                                                               |
|  |                                                                                       |

|  | центрально-банарські мови |
|  |                           |
|  | південно-банарські мови   |
|  |                           |

|  | західно-банарські мови          |
|  |                                 |
|  | північно-західні банарські мови |
|  |                                 |

|  | північно-банарські мови                                                               |
|  |                                                                                       |
|  | \| \| центрально-банарські мови \| \| \| \| \| \| південно-банарські мови \| \| \| \| |
|  |                                                                                       |
|  | центрально-банарські мови                                                             |
|  |                                                                                       |
|  | південно-банарські мови                                                               |
|  |                                                                                       |

|  | центрально-банарські мови |
|  |                           |
|  | південно-банарські мови   |
|  |                           |

|  | західно-банарські мови          |
|  |                                 |
|  | північно-західні банарські мови |
|  |                                 |

|  | північно-банарські мови                                                               |
|  |                                                                                       |
|  | \| \| центрально-банарські мови \| \| \| \| \| \| південно-банарські мови \| \| \| \| |
|  |                                                                                       |
|  | центрально-банарські мови                                                             |
|  |                                                                                       |
|  | південно-банарські мови                                                               |
|  |                                                                                       |

|  | центрально-банарські мови |
|  |                           |
|  | південно-банарські мови   |
|  |                           |

|  | \| \| північно-аслійські мови \| \| \| \| \| \| сенойські мови \| \| \| \| |
|  |                                                                            |
|  | південно-аслійські мови                                                    |
|  |                                                                            |
|  | північно-аслійські мови                                                    |
|  |                                                                            |
|  | сенойські мови                                                             |
|  |                                                                            |

|  | північно-аслійські мови |
|  |                         |
|  | сенойські мови          |
|  |                         |

|  | \| \| північно-аслійські мови \| \| \| \| \| \| сенойські мови \| \| \| \| |
|  |                                                                            |
|  | південно-аслійські мови                                                    |
|  |                                                                            |
|  | північно-аслійські мови                                                    |
|  |                                                                            |
|  | сенойські мови                                                             |
|  |                                                                            |

|  | північно-аслійські мови |
|  |                         |
|  | сенойські мови          |
|  |                         |

|  | \| \| північно-аслійські мови \| \| \| \| \| \| сенойські мови \| \| \| \| |
|  |                                                                            |
|  | південно-аслійські мови                                                    |
|  |                                                                            |
|  | північно-аслійські мови                                                    |
|  |                                                                            |
|  | сенойські мови                                                             |
|  |                                                                            |

|  | північно-аслійські мови |
|  |                         |
|  | сенойські мови          |
|  |                         |

|  | \| \| північно-аслійські мови \| \| \| \| \| \| сенойські мови \| \| \| \| |
|  |                                                                            |
|  | південно-аслійські мови                                                    |
|  |                                                                            |
|  | північно-аслійські мови                                                    |
|  |                                                                            |
|  | сенойські мови                                                             |
|  |                                                                            |

|  | північно-аслійські мови |
|  |                         |
|  | сенойські мови          |
|  |                         |

|  | \| \| корку \| \| \| \| \| \| кхерварські мови \| \| \| \| |
|  |                                                            |
|  | кхарія-джуанг                                              |
|  |                                                            |
|  | корку                                                      |
|  |                                                            |
|  | кхерварські мови                                           |
|  |                                                            |

|  | корку            |
|  |                  |
|  | кхерварські мови |
|  |                  |

|  | \| \| корку \| \| \| \| \| \| кхерварські мови \| \| \| \| |
|  |                                                            |
|  | кхарія-джуанг                                              |
|  |                                                            |
|  | корку                                                      |
|  |                                                            |
|  | кхерварські мови                                           |
|  |                                                            |

|  | корку            |
|  |                  |
|  | кхерварські мови |
|  |                  |

|  | паканські мови                                                                     |
|  |                                                                                    |
|  | \| \| східно-палаунзькі мови \| \| \| \| \| \| західно-палаунзькі мови \| \| \| \| |
|  |                                                                                    |
|  | східно-палаунзькі мови                                                             |
|  |                                                                                    |
|  | західно-палаунзькі мови                                                            |
|  |                                                                                    |

|  | східно-палаунзькі мови  |
|  |                         |
|  | західно-палаунзькі мови |
|  |                         |

|  | паканські мови                                                                     |
|  |                                                                                    |
|  | \| \| східно-палаунзькі мови \| \| \| \| \| \| західно-палаунзькі мови \| \| \| \| |
|  |                                                                                    |
|  | східно-палаунзькі мови                                                             |
|  |                                                                                    |
|  | західно-палаунзькі мови                                                            |
|  |                                                                                    |

|  | східно-палаунзькі мови  |
|  |                         |
|  | західно-палаунзькі мови |
|  |                         |

|  | паканські мови                                                                     |
|  |                                                                                    |
|  | \| \| східно-палаунзькі мови \| \| \| \| \| \| західно-палаунзькі мови \| \| \| \| |
|  |                                                                                    |
|  | східно-палаунзькі мови                                                             |
|  |                                                                                    |
|  | західно-палаунзькі мови                                                            |
|  |                                                                                    |

|  | східно-палаунзькі мови  |
|  |                         |
|  | західно-палаунзькі мови |
|  |                         |

|  | паканські мови                                                                     |
|  |                                                                                    |
|  | \| \| східно-палаунзькі мови \| \| \| \| \| \| західно-палаунзькі мови \| \| \| \| |
|  |                                                                                    |
|  | східно-палаунзькі мови                                                             |
|  |                                                                                    |
|  | західно-палаунзькі мови                                                            |
|  |                                                                                    |

|  | східно-палаунзькі мови  |
|  |                         |
|  | західно-палаунзькі мови |
|  |                         |

|  | в'єтські мови                                                                    |
|  |                                                                                  |
|  | \| \| східно-катуйські мови \| \| \| \| \| \| західно-катуйські мови \| \| \| \| |
|  |                                                                                  |
|  | східно-катуйські мови                                                            |
|  |                                                                                  |
|  | західно-катуйські мови                                                           |
|  |                                                                                  |

|  | східно-катуйські мови  |
|  |                        |
|  | західно-катуйські мови |
|  |                        |

|  | західно-банарські мови          |
|  |                                 |
|  | північно-західні банарські мови |
|  |                                 |

|  | північно-банарські мови                                                               |
|  |                                                                                       |
|  | \| \| центрально-банарські мови \| \| \| \| \| \| південно-банарські мови \| \| \| \| |
|  |                                                                                       |
|  | центрально-банарські мови                                                             |
|  |                                                                                       |
|  | південно-банарські мови                                                               |
|  |                                                                                       |

|  | центрально-банарські мови |
|  |                           |
|  | південно-банарські мови   |
|  |                           |

|  | західно-банарські мови          |
|  |                                 |
|  | північно-західні банарські мови |
|  |                                 |

|  | північно-банарські мови                                                               |
|  |                                                                                       |
|  | \| \| центрально-банарські мови \| \| \| \| \| \| південно-банарські мови \| \| \| \| |
|  |                                                                                       |
|  | центрально-банарські мови                                                             |
|  |                                                                                       |
|  | південно-банарські мови                                                               |
|  |                                                                                       |

|  | центрально-банарські мови |
|  |                           |
|  | південно-банарські мови   |
|  |                           |

|  | західно-банарські мови          |
|  |                                 |
|  | північно-західні банарські мови |
|  |                                 |

|  | північно-банарські мови                                                               |
|  |                                                                                       |
|  | \| \| центрально-банарські мови \| \| \| \| \| \| південно-банарські мови \| \| \| \| |
|  |                                                                                       |
|  | центрально-банарські мови                                                             |
|  |                                                                                       |
|  | південно-банарські мови                                                               |
|  |                                                                                       |

|  | центрально-банарські мови |
|  |                           |
|  | південно-банарські мови   |
|  |                           |

|  | західно-банарські мови          |
|  |                                 |
|  | північно-західні банарські мови |
|  |                                 |

|  | північно-банарські мови                                                               |
|  |                                                                                       |
|  | \| \| центрально-банарські мови \| \| \| \| \| \| південно-банарські мови \| \| \| \| |
|  |                                                                                       |
|  | центрально-банарські мови                                                             |
|  |                                                                                       |
|  | південно-банарські мови                                                               |
|  |                                                                                       |

|  | центрально-банарські мови |
|  |                           |
|  | південно-банарські мови   |
|  |                           |

|  | в'єтські мови                                                                    |
|  |                                                                                  |
|  | \| \| східно-катуйські мови \| \| \| \| \| \| західно-катуйські мови \| \| \| \| |
|  |                                                                                  |
|  | східно-катуйські мови                                                            |
|  |                                                                                  |
|  | західно-катуйські мови                                                           |
|  |                                                                                  |

|  | східно-катуйські мови  |
|  |                        |
|  | західно-катуйські мови |
|  |                        |

|  | західно-банарські мови          |
|  |                                 |
|  | північно-західні банарські мови |
|  |                                 |

|  | північно-банарські мови                                                               |
|  |                                                                                       |
|  | \| \| центрально-банарські мови \| \| \| \| \| \| південно-банарські мови \| \| \| \| |
|  |                                                                                       |
|  | центрально-банарські мови                                                             |
|  |                                                                                       |
|  | південно-банарські мови                                                               |
|  |                                                                                       |

|  | центрально-банарські мови |
|  |                           |
|  | південно-банарські мови   |
|  |                           |

|  | західно-банарські мови          |
|  |                                 |
|  | північно-західні банарські мови |
|  |                                 |

|  | північно-банарські мови                                                               |
|  |                                                                                       |
|  | \| \| центрально-банарські мови \| \| \| \| \| \| південно-банарські мови \| \| \| \| |
|  |                                                                                       |
|  | центрально-банарські мови                                                             |
|  |                                                                                       |
|  | південно-банарські мови                                                               |
|  |                                                                                       |

|  | центрально-банарські мови |
|  |                           |
|  | південно-банарські мови   |
|  |                           |

|  | західно-банарські мови          |
|  |                                 |
|  | північно-західні банарські мови |
|  |                                 |

|  | північно-банарські мови                                                               |
|  |                                                                                       |
|  | \| \| центрально-банарські мови \| \| \| \| \| \| південно-банарські мови \| \| \| \| |
|  |                                                                                       |
|  | центрально-банарські мови                                                             |
|  |                                                                                       |
|  | південно-банарські мови                                                               |
|  |                                                                                       |

|  | центрально-банарські мови |
|  |                           |
|  | південно-банарські мови   |
|  |                           |

|  | західно-банарські мови          |
|  |                                 |
|  | північно-західні банарські мови |
|  |                                 |

|  | північно-банарські мови                                                               |
|  |                                                                                       |
|  | \| \| центрально-банарські мови \| \| \| \| \| \| південно-банарські мови \| \| \| \| |
|  |                                                                                       |
|  | центрально-банарські мови                                                             |
|  |                                                                                       |
|  | південно-банарські мови                                                               |
|  |                                                                                       |

|  | центрально-банарські мови |
|  |                           |
|  | південно-банарські мови   |
|  |                           |

|  | \| \| північно-аслійські мови \| \| \| \| \| \| сенойські мови \| \| \| \| |
|  |                                                                            |
|  | південно-аслійські мови                                                    |
|  |                                                                            |
|  | північно-аслійські мови                                                    |
|  |                                                                            |
|  | сенойські мови                                                             |
|  |                                                                            |

|  | північно-аслійські мови |
|  |                         |
|  | сенойські мови          |
|  |                         |

|  | \| \| північно-аслійські мови \| \| \| \| \| \| сенойські мови \| \| \| \| |
|  |                                                                            |
|  | південно-аслійські мови                                                    |
|  |                                                                            |
|  | північно-аслійські мови                                                    |
|  |                                                                            |
|  | сенойські мови                                                             |
|  |                                                                            |

|  | північно-аслійські мови |
|  |                         |
|  | сенойські мови          |
|  |                         |

|  | \| \| північно-аслійські мови \| \| \| \| \| \| сенойські мови \| \| \| \| |
|  |                                                                            |
|  | південно-аслійські мови                                                    |
|  |                                                                            |
|  | північно-аслійські мови                                                    |
|  |                                                                            |
|  | сенойські мови                                                             |
|  |                                                                            |

|  | північно-аслійські мови |
|  |                         |
|  | сенойські мови          |
|  |                         |

|  | \| \| північно-аслійські мови \| \| \| \| \| \| сенойські мови \| \| \| \| |
|  |                                                                            |
|  | південно-аслійські мови                                                    |
|  |                                                                            |
|  | північно-аслійські мови                                                    |
|  |                                                                            |
|  | сенойські мови                                                             |
|  |                                                                            |

|  | північно-аслійські мови |
|  |                         |
|  | сенойські мови          |
|  |                         |

|  | в'єтські мови                                                                    |
|  |                                                                                  |
|  | \| \| східно-катуйські мови \| \| \| \| \| \| західно-катуйські мови \| \| \| \| |
|  |                                                                                  |
|  | східно-катуйські мови                                                            |
|  |                                                                                  |
|  | західно-катуйські мови                                                           |
|  |                                                                                  |

|  | східно-катуйські мови  |
|  |                        |
|  | західно-катуйські мови |
|  |                        |

|  | західно-банарські мови          |
|  |                                 |
|  | північно-західні банарські мови |
|  |                                 |

|  | північно-банарські мови                                                               |
|  |                                                                                       |
|  | \| \| центрально-банарські мови \| \| \| \| \| \| південно-банарські мови \| \| \| \| |
|  |                                                                                       |
|  | центрально-банарські мови                                                             |
|  |                                                                                       |
|  | південно-банарські мови                                                               |
|  |                                                                                       |

|  | центрально-банарські мови |
|  |                           |
|  | південно-банарські мови   |
|  |                           |

|  | західно-банарські мови          |
|  |                                 |
|  | північно-західні банарські мови |
|  |                                 |

|  | північно-банарські мови                                                               |
|  |                                                                                       |
|  | \| \| центрально-банарські мови \| \| \| \| \| \| південно-банарські мови \| \| \| \| |
|  |                                                                                       |
|  | центрально-банарські мови                                                             |
|  |                                                                                       |
|  | південно-банарські мови                                                               |
|  |                                                                                       |

|  | центрально-банарські мови |
|  |                           |
|  | південно-банарські мови   |
|  |                           |

|  | західно-банарські мови          |
|  |                                 |
|  | північно-західні банарські мови |
|  |                                 |

|  | північно-банарські мови                                                               |
|  |                                                                                       |
|  | \| \| центрально-банарські мови \| \| \| \| \| \| південно-банарські мови \| \| \| \| |
|  |                                                                                       |
|  | центрально-банарські мови                                                             |
|  |                                                                                       |
|  | південно-банарські мови                                                               |
|  |                                                                                       |

|  | центрально-банарські мови |
|  |                           |
|  | південно-банарські мови   |
|  |                           |

|  | західно-банарські мови          |
|  |                                 |
|  | північно-західні банарські мови |
|  |                                 |

|  | північно-банарські мови                                                               |
|  |                                                                                       |
|  | \| \| центрально-банарські мови \| \| \| \| \| \| південно-банарські мови \| \| \| \| |
|  |                                                                                       |
|  | центрально-банарські мови                                                             |
|  |                                                                                       |
|  | південно-банарські мови                                                               |
|  |                                                                                       |

|  | центрально-банарські мови |
|  |                           |
|  | південно-банарські мови   |
|  |                           |

|  | в'єтські мови                                                                    |
|  |                                                                                  |
|  | \| \| східно-катуйські мови \| \| \| \| \| \| західно-катуйські мови \| \| \| \| |
|  |                                                                                  |
|  | східно-катуйські мови                                                            |
|  |                                                                                  |
|  | західно-катуйські мови                                                           |
|  |                                                                                  |

|  | східно-катуйські мови  |
|  |                        |
|  | західно-катуйські мови |
|  |                        |

|  | західно-банарські мови          |
|  |                                 |
|  | північно-західні банарські мови |
|  |                                 |

|  | північно-банарські мови                                                               |
|  |                                                                                       |
|  | \| \| центрально-банарські мови \| \| \| \| \| \| південно-банарські мови \| \| \| \| |
|  |                                                                                       |
|  | центрально-банарські мови                                                             |
|  |                                                                                       |
|  | південно-банарські мови                                                               |
|  |                                                                                       |

|  | центрально-банарські мови |
|  |                           |
|  | південно-банарські мови   |
|  |                           |

|  | західно-банарські мови          |
|  |                                 |
|  | північно-західні банарські мови |
|  |                                 |

|  | північно-банарські мови                                                               |
|  |                                                                                       |
|  | \| \| центрально-банарські мови \| \| \| \| \| \| південно-банарські мови \| \| \| \| |
|  |                                                                                       |
|  | центрально-банарські мови                                                             |
|  |                                                                                       |
|  | південно-банарські мови                                                               |
|  |                                                                                       |

|  | центрально-банарські мови |
|  |                           |
|  | південно-банарські мови   |
|  |                           |

|  | західно-банарські мови          |
|  |                                 |
|  | північно-західні банарські мови |
|  |                                 |

|  | північно-банарські мови                                                               |
|  |                                                                                       |
|  | \| \| центрально-банарські мови \| \| \| \| \| \| південно-банарські мови \| \| \| \| |
|  |                                                                                       |
|  | центрально-банарські мови                                                             |
|  |                                                                                       |
|  | південно-банарські мови                                                               |
|  |                                                                                       |

|  | центрально-банарські мови |
|  |                           |
|  | південно-банарські мови   |
|  |                           |

|  | західно-банарські мови          |
|  |                                 |
|  | північно-західні банарські мови |
|  |                                 |

|  | північно-банарські мови                                                               |
|  |                                                                                       |
|  | \| \| центрально-банарські мови \| \| \| \| \| \| південно-банарські мови \| \| \| \| |
|  |                                                                                       |
|  | центрально-банарські мови                                                             |
|  |                                                                                       |
|  | південно-банарські мови                                                               |
|  |                                                                                       |

|  | центрально-банарські мови |
|  |                           |
|  | південно-банарські мови   |
|  |                           |

|  | \| \| північно-аслійські мови \| \| \| \| \| \| сенойські мови \| \| \| \| |
|  |                                                                            |
|  | південно-аслійські мови                                                    |
|  |                                                                            |
|  | північно-аслійські мови                                                    |
|  |                                                                            |
|  | сенойські мови                                                             |
|  |                                                                            |

|  | північно-аслійські мови |
|  |                         |
|  | сенойські мови          |
|  |                         |

|  | \| \| північно-аслійські мови \| \| \| \| \| \| сенойські мови \| \| \| \| |
|  |                                                                            |
|  | південно-аслійські мови                                                    |
|  |                                                                            |
|  | північно-аслійські мови                                                    |
|  |                                                                            |
|  | сенойські мови                                                             |
|  |                                                                            |

|  | північно-аслійські мови |
|  |                         |
|  | сенойські мови          |
|  |                         |

|  | \| \| північно-аслійські мови \| \| \| \| \| \| сенойські мови \| \| \| \| |
|  |                                                                            |
|  | південно-аслійські мови                                                    |
|  |                                                                            |
|  | північно-аслійські мови                                                    |
|  |                                                                            |
|  | сенойські мови                                                             |
|  |                                                                            |

|  | північно-аслійські мови |
|  |                         |
|  | сенойські мови          |
|  |                         |

|  | \| \| північно-аслійські мови \| \| \| \| \| \| сенойські мови \| \| \| \| |
|  |                                                                            |
|  | південно-аслійські мови                                                    |
|  |                                                                            |
|  | північно-аслійські мови                                                    |
|  |                                                                            |
|  | сенойські мови                                                             |
|  |                                                                            |

|  | північно-аслійські мови |
|  |                         |
|  | сенойські мови          |
|  |                         |

Класифікація австроазійських мов російсько-австралійського лінгвіста Іллі Пейроса (Ilia Peiros, 2004) базується на лексико-статистичних даних.

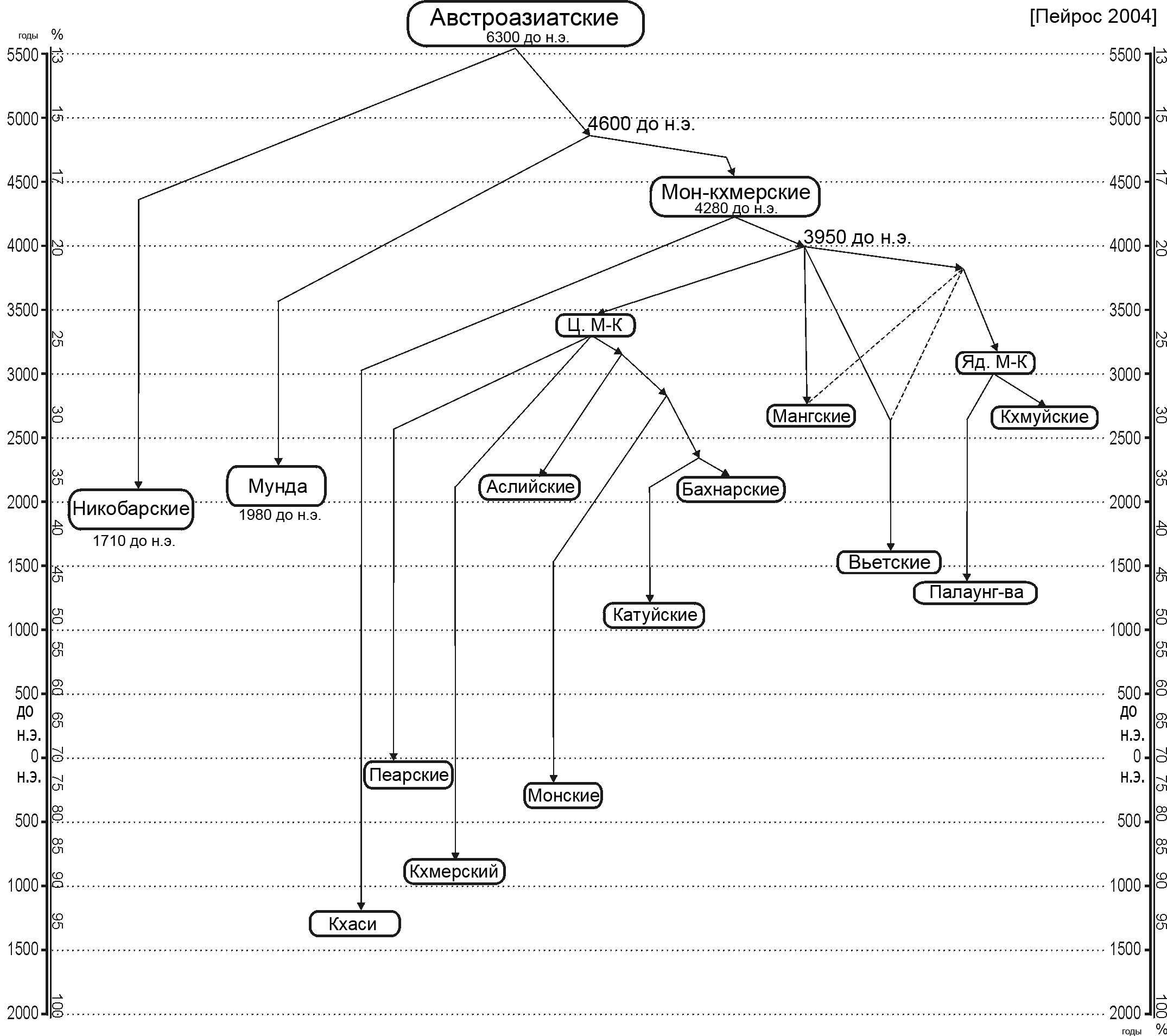
Генетичне дерево австроазійської сім'ї Іллі Пейроса

## Спільні риси і відмінності

### Фонетика
Кількість голосних звуків в австроазійських мовах є значною, від 20 до 25. Вокалізм відзначається протиставленням відкритих та закритих [e] та [o], а також існуванням нейтральних голосних, типу англійського [ə]. Багатьом мовам притаманне просодичне протиставлення голосних за довжиною. Голосні можуть мати 4, а то й 5 рівнів піднесення. У багатьох мовах голосні звуки мають відмінності за фонацією, розрізняють хрипкий, скрипучий і чистий звук. Наприклад, монська мова має протиставлення чистих і хрипких голосних.
Основу консонатизму становить протиставлення дзвінких і глухих оклюзивів. Деякі мови мають ретрофлексні (церебральні) і придихові (аспірати) приголосні.
Типова структура австроазійського слова складається з основного складу, якому іноді передує один або кілька ненаголошених «напівскладів». Кількість приголосних і голосних у такому неповному складі є строго обмеженою.
Мон-кхмерські мови дозволяють поєднання приголосних на початку слова, зокрема проривних з сонорним (напівголосним, плавним або носовим) або [h] після нього. Натомість в'єтнамська, через вплив з боку китайської, не допускає такого явища. В усіх мовах сім'ї не допускається наявність групи приголосних на кінці слова. Багато мон-кхмерських мов мають слова, що закінчуються середньопіднебінним приголосним. Деякі мови мають імплозивні приголосні на початку основних складів.
Фонологія мов мунда істотно відрізняється від фонології решти мов.
На відміну від інших мовних сімей Південно-Східної Азії (тай-кадайської, хмонг-мьєнської, тибето-бірманської), більшість австроазійських мов не мають тонів. Виняток становить в'єтнамська мова, в якій розвинулись тони через тривалий контакт з китайською мовою.

### Морфологія
У плані словотвору для досягнення певних морфологічних відмінностей більшість мон-кхмерських мов використовують афікси, переважно префікси та інфікси, прикріплені до іменників і дієслів. Дозволяється лише один або два афікси, тому слова залишаються короткими. Деяким мовам, що зберігають архаїчні риси, притаманна основоізоляція. На противагу іншим мон-кхмерським мовам, нікобарські мають також суфікси.
У в'єтських мовах морфологія практично відсутня. Втративши афікси, вони стали коренеізолюючими, політональними мовами з аналітичною граматикою.
У мовах мунда, навпаки, морфологія є набагато складнішою, ніж у решти австроазійських мов. Це підтверджується їх вербальною системою, використанням редуплікації (повної або часткової), префіксів, інфіксів та суфіксів. Специфічним засобом основотворення є основоскладання. Ізоляція в цих мовах змінюється на аглютинацію.
Мови кхасі деякі вчені іноді характеризують як мови префіксально-аглютинативного типу.
Формоутворюючі категорії, такі як перехідність, каузативність, взаємна дія, часто збігаються з основоутворюючими. Показники (класифікатори) присутні в австроазійських мовах у різній кількості. Класифікатори множини зустрічаються в усіх мовах. У деяких архаїчних мовах система числа (однина, двоїна, множина) позначається займенником. Іменні частини мови в більшості австроазійських мов мають категорію істот/неістот, часто з подвійним маркуванням. Категорія роду існує лише в мові кхасі. В інших мовах існують лексичні класифікатори статі для істот, часто різні для людей, тварин і птахів. В дієсловах категорія стану морфологічно передається не в усіх австроазійських мовах. Видо-часові категорії відзначаються протиставленням попереднього/непопереднього, тривалого/нетривалого, доконаного/недоконаного видів. У багатьох австроазійських мовах присутні категорії каузативності і транзитивності (перехідності). Багато граматичних категорій в австроазійських мовах передаються префіксами, інфіксами, суфіксами, а також службовими словами або вільними службовими морфемами. Межа між вільними службовими морфемами і префіксами є відносною.

### Синтаксис
У мон-кхмерських мовах речення будується за схемою підмет-присудок-додаток (англ. subject–verb–object, SVO). Прикметники, займенники і присвійники йдуть за іменниками, до яких вони належать. Прийменник і порядок слів вказують на синтаксичні зв'язки. Порядок слів у мовах мунда є іншим: підмет-додаток-присудок (англ. subject–object–verb, SOV).
Ергативні конструкції не є рідкісним явищем.
Конструкції з двох або більше послідовних дієслів можуть виражати тимчасовий порядок або напрямок, ціль, характер, засіб або результат дії. У кінці речення можуть стояти різні частки, які вказують на дружбу чи повагу, а також наміри людини, що говорить.

### Лексика
Монська і кхмерська мови рясніють лексичними запозиченнями з індійських мов, санскриту і палі, а в'єтнамська з китайської. Найбільш ізольовані мови в горах і джунглях Південно-Східної Азії навпаки зберегли більшу частину базової австроазійської лексики.
Багато австроазійських мови мають особливий вид слів, відмінний від іменників і дієслів, які називають експресивами (англ. expressives) або ідеофонами (англ. ideophones). Звук і значення в цих словах нерозривно пов'язані між собою. Вони виражають різного роду відчуття. Експресиви відрізняються не тільки деякими морфологічними ознаками (подвоєнням, наявністю інфіксів), але й унікальними синтаксичними властивостями.

## Писемність
Кхмерська, монська і в'єтнамська мови є старописемними.
Мони в старі часи створили царство Двараваті на території сучасного Таїланду. Під впливом Індії тут виникло особливе монське письмо, засвідчене вже у VI ст. Згодом воно було адаптоване бірманцями для власної мови. Так само під впливом індійської культури знаходилось кхмерське царство Камбуджадеша. Починаючи з VII ст., тут використовувалось власне кхмерське письмо для написання текстів санскритом і кхмерською мовою.
У В'єтнамі, який тисячу років перебував під владою Китаю, спочатку всі записи робили китайською. Після здобуття країною незалежності в X ст. в'єтнамці розробили власне «південне письмо» тьи-ном (в'єт. Chữ Nôm). Для запису в'єтнамської мови воно використовувало китайські ієрогліфи, а читали їх в'єтнамською. Згодом це письмо було замінене писемністю з використанням латинської абетки, створеною в XVII ст. католицькими місіонерами-єзуїтами. З деякими змінами, вона використовується й сьогодні.
Решта австроазійських мов не мають писемності, що частіше, або ж є новописемними. У XIX—XX ст. отримали писемність мови санталі, хо, мундарі, кхасі, ва та інші.